# Ce soir on sort…
Albums de Patrick Bruel
Bruel Barbara - Le Châtelet
(2016) Encore une fois
(2022)
Singles
1. Tout recommencer
Sortie : 21 septembre 2018
2. Pas eu le temps
Sortie : 21 décembre 2018
3. Stand Up
Sortie : 25 juin 2019

Ce soir on sort… est le neuvième album studio de Patrick Bruel, sorti le 2 novembre 2018, chez Sony Music.

## Liste des chansons
| No  | Titre                                    | Paroles                                             | Musique                          | Réalisation                       | Durée |
| --- | ---------------------------------------- | --------------------------------------------------- | -------------------------------- | --------------------------------- | ----- |
| 1.  | Tout recommencer                         | Mickaël Furnon - Patrick Bruel                      | Mickaël Furnon                   | Vianney                           | 2:57  |
| 2.  | Rue Mouffetard                           | Vianney                                             | Vianney                          | Vianney                           | 3:10  |
| 3.  | Qu'est-ce qu'on fait                     | Patrick Bruel                                       | Roman Chelminski - Patrick Bruel | Roman Chelminski - Hakim Rachek   | 3:47  |
| 4.  | Arrête de sourire                        | Pierre Lapointe                                     | Pierre Lapointe                  | David François Moreau             | 4:32  |
| 5.  | J'ai croisé ton fils                     | Patrick Bruel                                       | Patrick Bruel                    | Patrick Bruel - Benjamin Constant | 4:40  |
| 6.  | On se plaît (Qu'est-ce qu'on en fait...) | Patrick Bruel                                       | Patrick Bruel - Skalpovich       | Skalpovich                        | 3:31  |
| 7.  | Stand Up                                 | Patrick Bruel - Paul École                          | Patrick Bruel - Skalpovich       | Skalpovich                        | 3:52  |
| 8.  | Louise                                   | Patrick Bruel - Marie-Florence Gros                 | Patrick Bruel - Skalpovich       | Skalpovich                        | 4:04  |
| 9.  | Héros                                    | Paul École                                          | Patrick Bruel                    | Skalpovich                        | 4:26  |
| 10. | Ce soir on sort...                       | Patrick Bruel                                       | Gérard Presgurvic                | Patrick Bruel - Benjamin Constant | 5:05  |
| 11. | Pas eu le temps                          | Félix Gray                                          | Félix Gray                       | Skalpovich                        | 3:44  |
| 12. | L'amour est un fantôme                   | Pierre Lapointe                                     | Pierre Lapointe                  | David François Moreau             | 3:16  |
| 13. | Mon repère                               | Patrick Bruel - Marie-Florence Gros - Amanda Sthers | Roman Chelminski                 | Roman Chelminski                  | 4:17  |
| 14. | Je suis fait pour elle                   | Patrick Bruel                                       | Patrick Bruel                    | Digenius - Patrick Bruel          | 3:43  |
| 15. | On partira                               | Vianney                                             | Patrick Bruel - Vianney          | Vianney                           | 4:25  |

## Clips vidéos
- Tout recommencer : 2 novembre 2018
- Pas eu le temps : 7 février 2019
- Stand Up : 20 août 2019
- Héros : 19 mars 2020